# 阿台 (可汗)
阿台（转写：Adai；1390年—1438年），或譯阿岱，鞑靼君主，第26代蒙古大汗，根据对波斯文《突厥系谱》记载的比对阿台应该是窝阔台后裔乌鲁克帖木儿的儿子，蒙古文《黄史》也称阿台为“主上之裔”（Eǰen-ü üre，成吉思汗后代）。而《蒙古源流》称其为科尔沁部人，属成吉思汗弟弟铁木哥斡赤斤或合撒兒的后裔。
1415年，阿鲁台袭击瓦剌（西蒙古），瓦剌拥立的可汗答里巴、太师马哈木先后战死。马哈木的儿子脱懽拥立斡亦剌歹为汗。斡亦剌歹是西蒙古的大汗，东蒙古在阿鲁台和他的大汗阿台手中。脱懽和斡亦剌歹联合明朝，打击阿鲁台和阿台。此时蒙古先后两次出现东西两位可汗同时并立的局面，先是1415-1425年斡亦剌歹和阿台并立，之后是1433-1438年脱脱不花和阿台并立。
1425年，西蒙古的斡亦剌歹死后，阿台正式成为蒙古唯一的大汗，阿鲁台自任太师。东蒙古和瓦剌多次战斗，起初瓦剌战败，脱懽被俘，后来被释放。然后，瓦剌占据上风。此后，东蒙古衰落，脱欢在1434年攻杀阿鲁台，阿台西逃至亦集乃，阿台所部穷困，一度率兵抢掠明朝境内，被明军多次打击，兵力殆尽。1438年，逃往大漠深处的阿台和其丞相朵儿只伯被脱懽和他拥立的大汗脱脱不花俘杀，蒙古重新统一于瓦剌人手中。

### 引用
1. ↑  《突厥系谱》简写英译本第220页：
2. ↑  佚名. . : 105页.
3. 1 2  乌兰. . 辽宁民族出版社. 2000: 302–303页. ISBN 9787806443637.